# Bibio edwardsi
Bibio edwardsi är en tvåvingeart som beskrevs av Freeman och Lane 1985. Bibio edwardsi ingår i släktet Bibio och familjen hårmyggor. Inga underarter finns listade i Catalogue of Life.